# Unionismo (Argentina)
Se conoce como unionismo en la Argentina, la línea interna de la Unión Cívica Radical (UCR) que a partir de los años 1940 adhirió a una estrategia de unión o alianza electoral con otros partidos políticos, particularmente en el primer intento de crear la Unión Democrática en 1943 para enfrentar a Robustiano Patrón Costas, del Partido Demócrata Nacional, y en el segundo que enfrentó a Juan Domingo Perón en las elecciones presidenciales de 1946. Desapareció en la años 1970 fusionado en la Línea Nacional dirigida por Ricardo Balbín.

## Características
El unionismo fue el sector más conservador o moderado de la UCR y en algún punto, continuador del alvearismo, es decir el sector vinculado al expresidente radical Marcelo T. de Alvear. 
En la vida partidaria estuvo opuesto al sector intransigente de tendencia centro-izquierdista así como el sabattinismo cordobés, seguidores de Amadeo Sabattini, organizados en el Movimiento de Intransigencia Nacional, sector con el cual mantuvieron posiciones de similar dureza frente al gobierno de Perón, al punto de plantear la abstención electoral en las elecciones presidenciales de 1951, y de actuar conjuntamente en el plano interno de la UCR en la provincia de Buenos Aires, frente al predominio del Movimiento de Intransigencia y Renovación de Ricardo Balbín, Crisólogo Larralde y Moisés Lebensohn. 
Si bien el unionismo no tuvo nunca un líder claramente diferenciado, puede considerarse que entre sus principales dirigentes se encontraron José Tamborini, Enrique Mosca, Eduardo Laurencena, Emilio Ravignani, Miguel Ángel Zavala Ortiz, Silvano Santander, Ernesto Boatti, entre otros.
El unionismo condujo la UCR luego de la muerte de Marcelo T. de Alvear en 1942 y toma su nombre de haber dado impulso a la participación del radicalismo en la Unión Democrática en 1946, contra la opinión de los intransigentes (incluidos los sabattinistas). La alianza electoral enfrentó en las elecciones presidenciales al naciente peronismo, quien ganó los comicios. Luego de la derrota electoral de 1946 el Movimiento de Intransigencia y Renovación desplazó del poder partidario a los unionistas.
Debe consignarse que -en rigor- la Unión Democrática tuvo dos momentos: la de 1943 para enfrentar a los conservadores en las elecciones presidenciales del año siguiente -finalmente no realizadas por el golpe de Estado militar del 4 de junio de 1943- y la que enfrentó al candidato oficialista del régimen militar saliente en 1946: Juan Domingo Perón. 
En 1948, el sector unionista alertaba sobre el peligro de convertir a la UCR en "una organización de clase exclusivamente preocupada por el obrero". 
En septiembre de 1950, se organizó la Asamblea Nacional de Dirigentes Radicales, que se reunió en Córdoba. Allí los unionistas deciden fundar una línea interna dentro del radicalismo, que se llamó Unidad Radical. Su primera Junta Ejecutiva Nacional estaba presidida por el entrerriano Silvano Santander; sus vicepresidentes fueron Mauricio Yadarola y David Michel Torino, y tuvo como secretarios a Juan del Matti, Leopoldo Suárez, Erasmo Goti y Emilio Ravignani. Los documentos programáticos de la Unidad Radical adoptaron un tono "intransigente" en cuestiones sociales, cuestionando los monopolios, trusts, y "tantas otras formas de supercapitalismo" como un "abuso de la libertad económica y un peligro para la libertad política"; proponía el fomento del cooperativismo agrario y mencionaban el precepto de que "la tierra debe ser de quien la trabaja"; todo lo cual contribuía a diluir las diferencias programáticas con las otras corrientes radicales. Los unionistas habían realizado un aggiornamiento hacia una centro-izquierda, depurando a los sectores más liberal-conservadores de sus filas. La figura de Hipólito Yrigoyen había sido realzada, además de denunciar a los monopolios, al imperialismo y a los sistemas de privilegios económicos como atentatorios contra la democracia. Incluso habría de ser Mauricio Yadarola quien, en 1951, como diputado nacional, propusiese la participación de los trabajadores en las ganancias de las empresas comerciales, industriales, y bancarias. 
En 1956/1957 la UCR se dividió en dos partidos: la Unión Cívica Radical del Pueblo (UCRP) -integrada por la mayoría de los unionistas, el sabbatinismo y el sector de Intransigencia y Renovación liderado por Ricardo Balbín y Crisólogo Larralde- que tenía posiciones de mayor dureza respecto del peronismo y la Unión Cívica Radical Intransigente (UCRI) -integrada por la mayoría de los intransigentes, encabezada por Arturo Frondizi- , que buscaba puntos de confluencia con el peronismo.
La UCRP tuvo el compromiso democrático con sus afiliados de haber realizado las primeras elecciones internas partidarias para elegir fórmula presidencial en la historia argentina.
En esa oportunidad la fórmula presidencial unionista compuesta por Miguel Ángel Zavala Ortiz-Ernesto Sammartino perdió frente a la fórmula intransigente del binomio Ricardo Balbín-Santiago del Castillo.
Los candidatos de la UCRP luego resultaron vencidos en las elecciones generales por Arturo Frondizi, el candidato de la UCRI, que ganó con el apoyo de Perón al sumar el voto propio de la UCRI (un 20%) al voto en blanco, un 23%, conforme los resultados de las elecciones de constituyentes de 1957.
A lo largo de la década del setenta el balbinismo y el unionismo se fusionaron en la Línea Nacional bajo el liderazgo de Ricardo Balbín.